# Saint-Julien-Labrousse
Saint-Julien-Labrousse is een plaats en voormalige gemeente in het Franse departement Ardèche (regio Auvergne-Rhône-Alpes) en telt 328 inwoners (2005). De plaats maakt deel uit van het arrondissement Tournon-sur-Rhône. Saint-Julien-Labrousse is op 1 januari 2019 gefuseerd met de gemeente Nonières tot de gemeente Belsentes. 

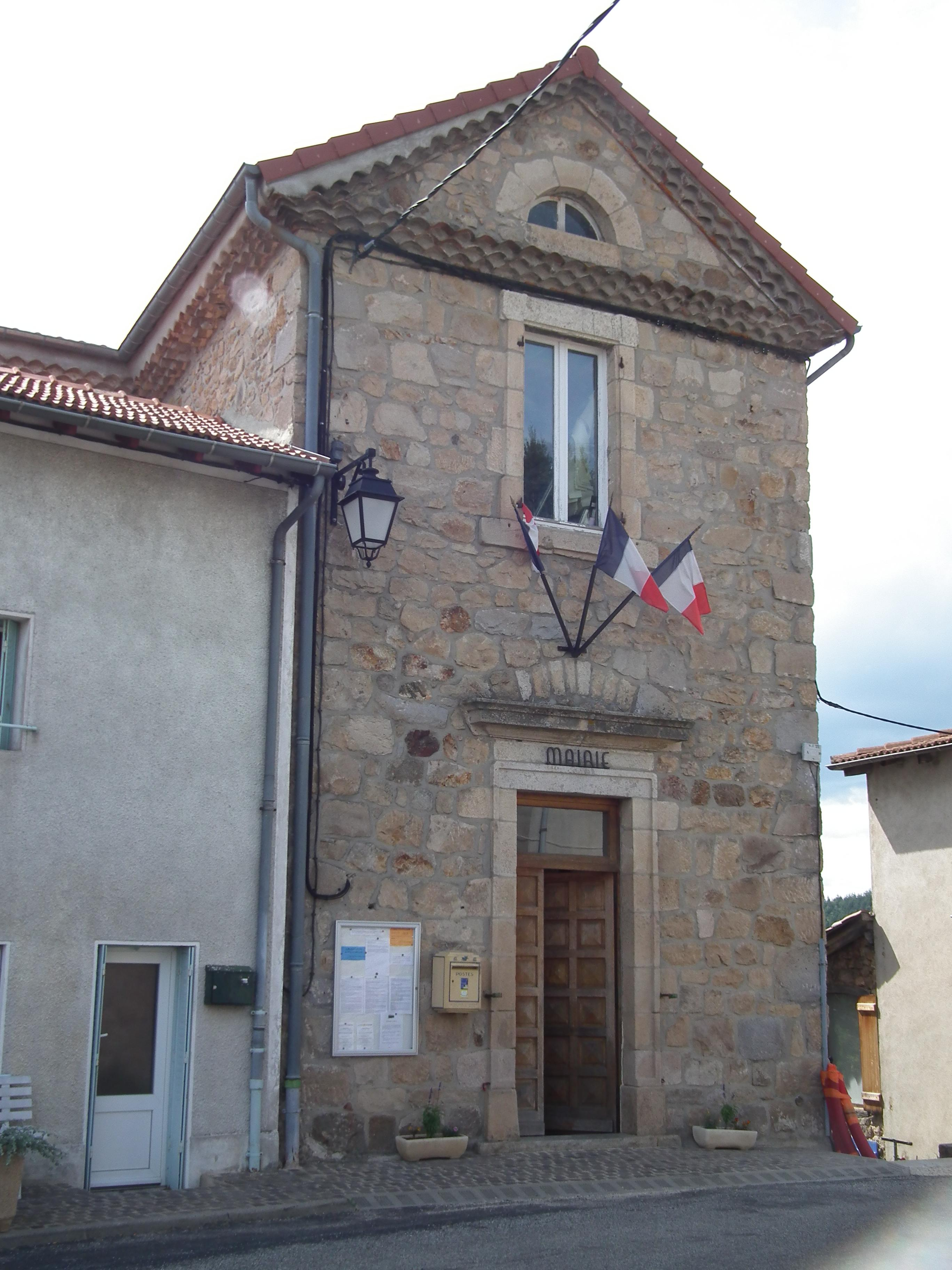
Gemeentehuis
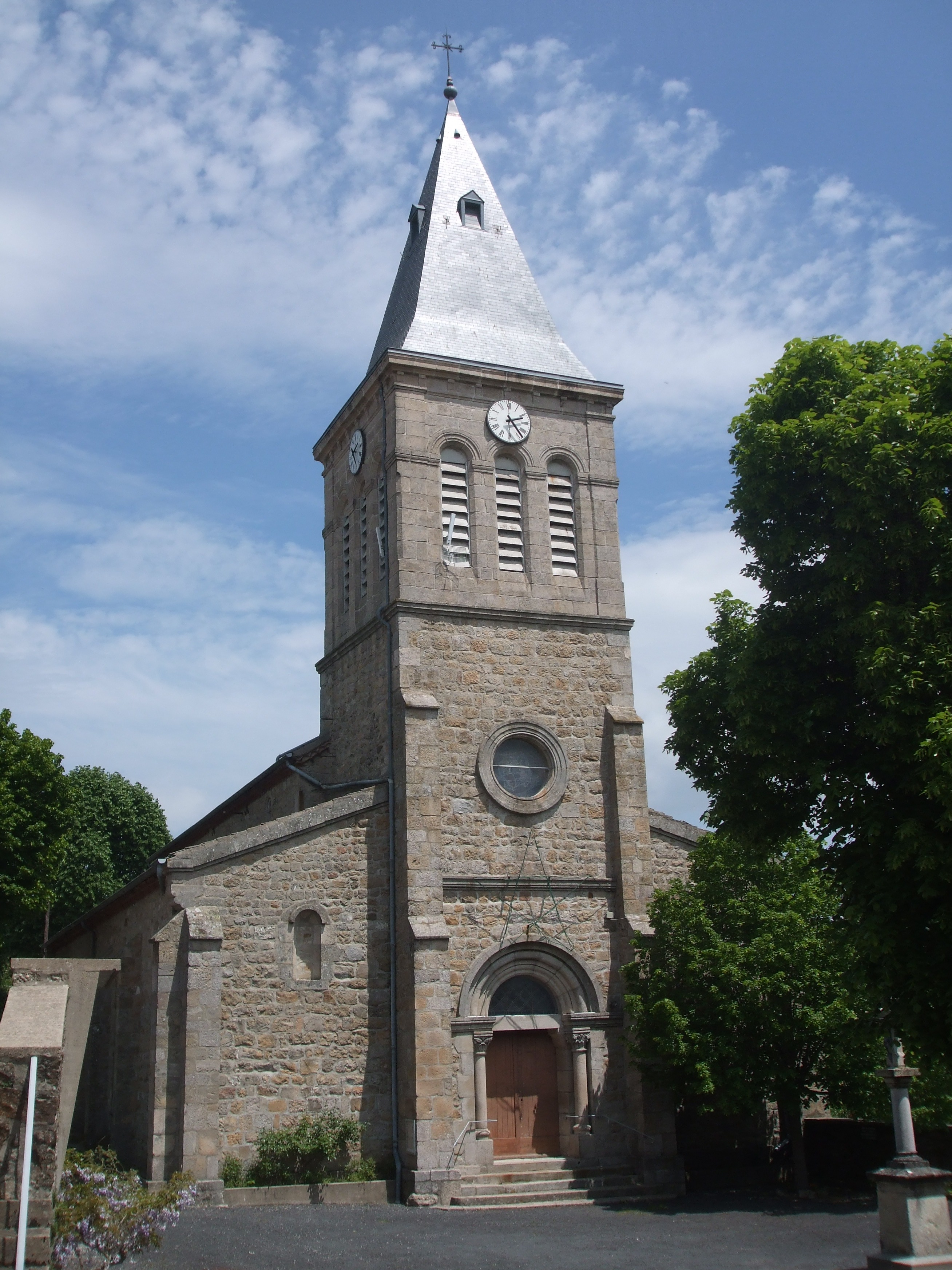
Kerk van Saint-Julien-Labrousse

## Geografie
De oppervlakte van Saint-Julien-Labrousse bedraagt 16,8 km², de bevolkingsdichtheid is 19,5 inwoners per km².
De onderstaande kaart toont de ligging van Saint-Julien-Labrousse met de belangrijkste infrastructuur en aangrenzende gemeenten.

## Demografie
Onderstaande figuur toont het verloop van het inwonertal (bron: INSEE-tellingen).

Vanwege een beveiligingsprobleem met de MediaWiki Graph-software is het momenteel niet mogelijk deze grafiek weer te geven. Zodra de software is bijgewerkt zal de grafiek vanzelf weer zichtbaar worden.